# Água-viva comestível

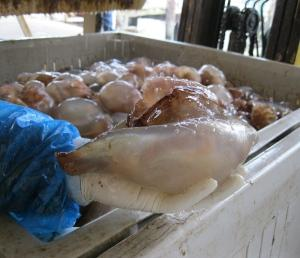
Água-viva canhão crua (conhecida localmente como "jellyballs") no estado americano da Geórgia antes de ser seca, preservada e embalada. Após o processamento, o produto é vendido a um distribuidor de frutos do mar que os envia para o Japão, China, Filipinas e Tailândia.

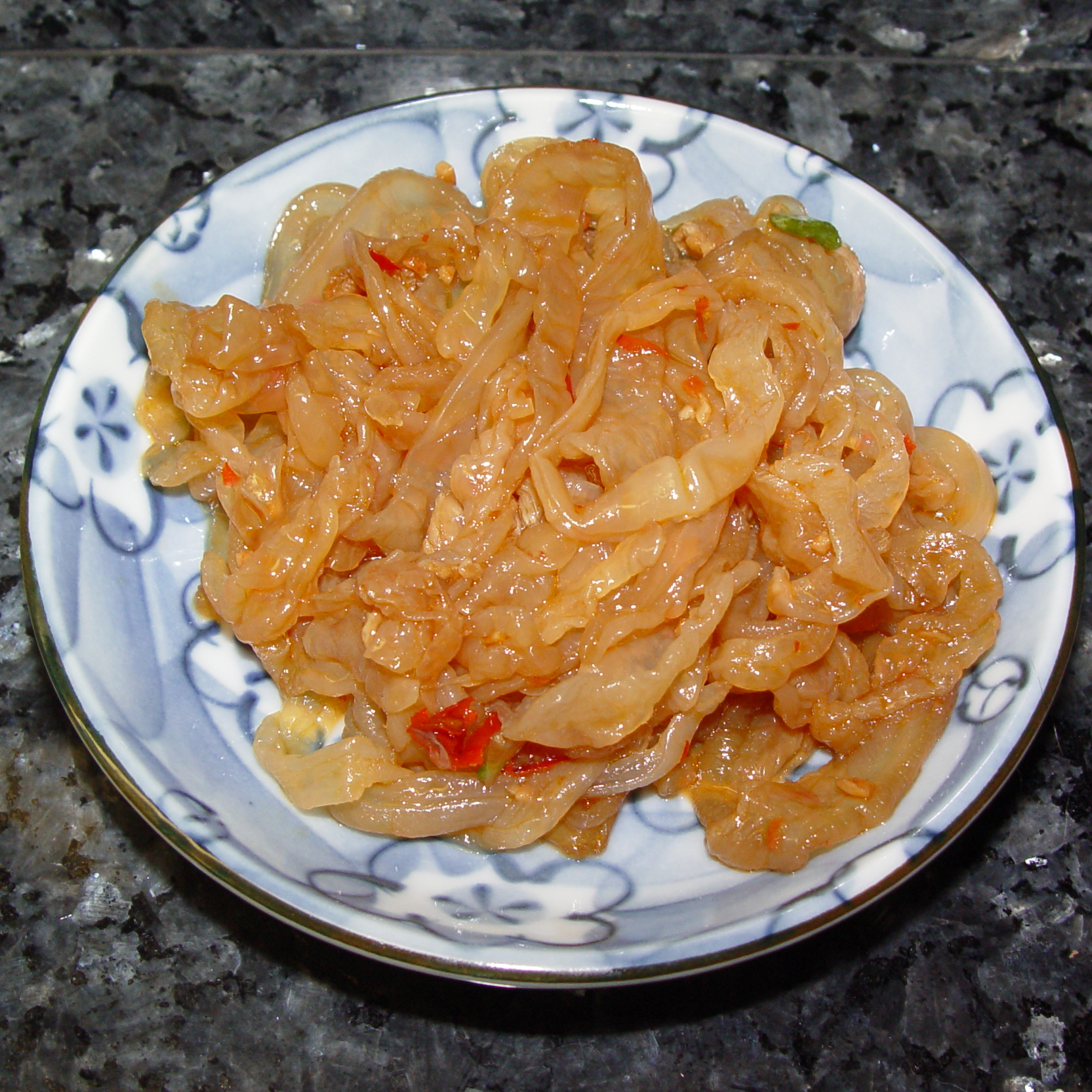
Água-viva comestível preparada com óleo de gergelim e molho de pimenta.

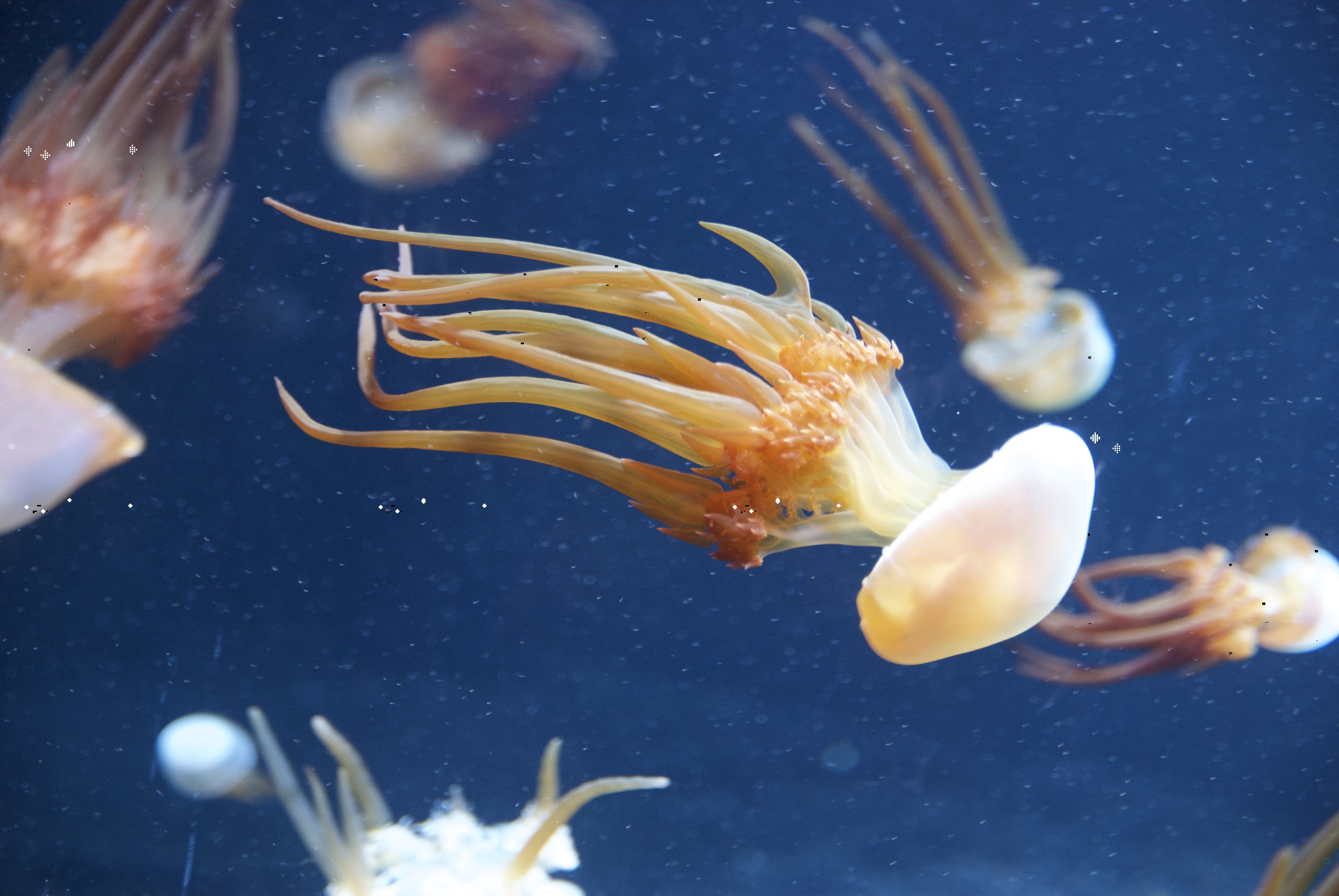
Rhopilema esculentum é uma espécie de água-viva comestível.

Algumas espécies de águas-vivas são adequadas para o consumo humano e são usadas como fonte de alimento e como ingrediente em vários pratos. A água-viva comestível é um fruto do mar que é colhido e consumido em vários países do leste e sudeste asiático e, em alguns países asiáticos, é considerada uma iguaria. A água-viva comestível é geralmente processada em um produto seco. Vários tipos de alimentos e pratos podem ser preparados com águas-vivas comestíveis, incluindo saladas, sushi, macarrão e pratos principais. Existem vários métodos de preparo.

## Água-viva comestível
Na China, algumas espécies de águas-vivas da ordem Rhizostomeae capturadas em áreas costeiras têm sido utilizadas como afrodisíaco e como fonte de alimento e ingrediente na culinária chinesa há mais de 1.700 anos. A água-viva bala de canhão (Stomolophus meleagris) e a água-viva mosaico (Catostylus mosaicus) são espécies comestíveis de águas-vivas. Quando viva, a água-viva bala de canhão contém toxinas que podem causar problemas cardíacos. Rhopilema esculentum e Rhopilema hispidum são águas-vivas comestíveis e são as mais comuns consumidas na China, no Japão e na Coreia. Outras espécies de águas-vivas comestíveis incluem Aurelia aurita, Crambionella orsini, Chrysaora pacifica, Lobonema smithii, Lobonemoides gracilis e a água-viva de Nomura (Nemopilema nomurai). As águas-vivas dessalgadas prontas para uso têm poucas calorias e contêm quase nenhuma gordura, cerca de 5% de proteína e 95% de água. Elas não têm muito sabor e podem ser usadas para adicionar textura e sensação na boca a vários pratos. Em algumas áreas da Ásia, as águas-vivas são "associadas ao alívio de dores ósseas e musculares".

## Produção
Em 2001, a colheita global anual de águas-vivas comestíveis foi estimada em cerca de 321.000 toneladas métricas (316.000 toneladas longas; 354.000 toneladas curtas). Os países mais proeminentes envolvidos na produção de águas-vivas comestíveis são Birmânia, China, Indonésia, Coreia, Malásia, Filipinas e Tailândia. Na China, as larvas de águas-vivas são criadas em lagoas antes de serem liberadas como juvenis no mar para crescer e amadurecer. No Sudeste Asiático, as espécies comestíveis de águas-vivas podem ser colhidas com o uso de várias redes, como redes de deriva, redes de colher, redes de cerco e redes de mão, anzóis e redes de cerco de praia. Em 2001, a captura anual estimada no Sudeste Asiático em peso líquido foi de cerca de 169.000 toneladas métricas (166.000 toneladas longas; 186.000 toneladas curtas). A quantidade de águas-vivas capturadas anualmente nessa região pode variar significativamente, e a temporada de pesca para elas é relativamente curta, de dois a quatro meses.

## Processamento
Os métodos tradicionais de processamento de águas-vivas em um produto alimentício desidratado podem levar um tempo considerável, entre 19 e 37 dias. Uma técnica de processamento comum é a preservação da água-viva, que pode utilizar a cura com sal para realizar isso, criando um produto final seco. Algumas águas-vivas comestíveis processadas comercialmente são fornecidas em folhas secas. O processo de produção de águas-vivas desidratadas normalmente inclui a remoção dos tentáculos antes da secagem, porque a área superior da cúpula do animal marinho é a parte normalmente usada para cozinhar.
As águas-vivas se deterioram rapidamente em temperatura ambiente, portanto, o processamento começa logo após serem capturadas. O sino é separado dos braços orais pendentes e ambos são lavados em água do mar antes de serem raspados para remover as gônadas e o muco. A desidratação é tradicionalmente realizada polvilhando a água-viva com sal de mesa e alúmen, drenando a salmoura e repetindo o processo. Finalmente, a água-viva é amontoada para drenar, virada várias vezes e deixada para secar. Todo o processo leva de três a seis semanas e resulta em um produto com cerca de 65% de umidade e 20% de sal. O alúmen reduz o pH e serve para firmar a textura, enquanto o sal remove a água e evita a deterioração microbiana. Na Malásia e na Tailândia, um pouco de bicarbonato de sódio, que facilita a desidratação e aumenta a crocância, é adicionado durante o processamento.

## Consumo
A água-viva é consumida em vários países do leste e do sudeste asiáticos. Em 2001, foi relatado que o Japão importava anualmente entre 5.400 e 10.000 toneladas de águas-vivas comestíveis da Indonésia, Malásia, Mianmar, Filipinas, Cingapura, Tailândia e Vietnã. A água-viva desidratada e em conserva é considerada uma iguaria em vários países asiáticos, incluindo China, Coreia, Vietnã e Japão. A água-viva desidratada pode ser preparada para consumo mergulhando-a em água por várias horas para reidratá-la e, em seguida, parboilizando-a, enxaguando-a e fatiando-a.

### Perigos
O consumo de echizen kurage (Nemopilema nomurai) é potencialmente perigoso se a parte tóxica não for completamente limpa e cozida.

### Pratos
A salada de água-viva, um prato popular em algumas regiões da Ásia, pode ser preparada com água-viva marinada a frio e cortada em fatias finas. Algumas companhias aéreas asiáticas servem salada de água-viva como parte de suas refeições. O sushi de água-viva é consumido no Japão. Na Tailândia, um estilo crocante de macarrão é produzido com água-viva. A empresa japonesa Tango Jersey Dairy produz um sorvete de baunilha e água-viva, preparado com cubos de água-viva Nomura em cubos (echizen kurage em japonês) embebidos em leite. Ele foi descrito como "levemente mastigável". Em Sarawak, na parte leste da Malásia, uma iguaria tradicional do povo Melanau também usa água-viva fresca crua em um prato de salada chamado Umai. Após a floração da água-viva japonesa Nomura em 2009, os alunos de Obama, Fukui, criaram um pó de água-viva Nomura para ser usado na fabricação de doces de caramelo como parte de um sistema de gerenciamento de segurança alimentar projetado pela NASA e estabelecido na escola.

Pratos de água-viva
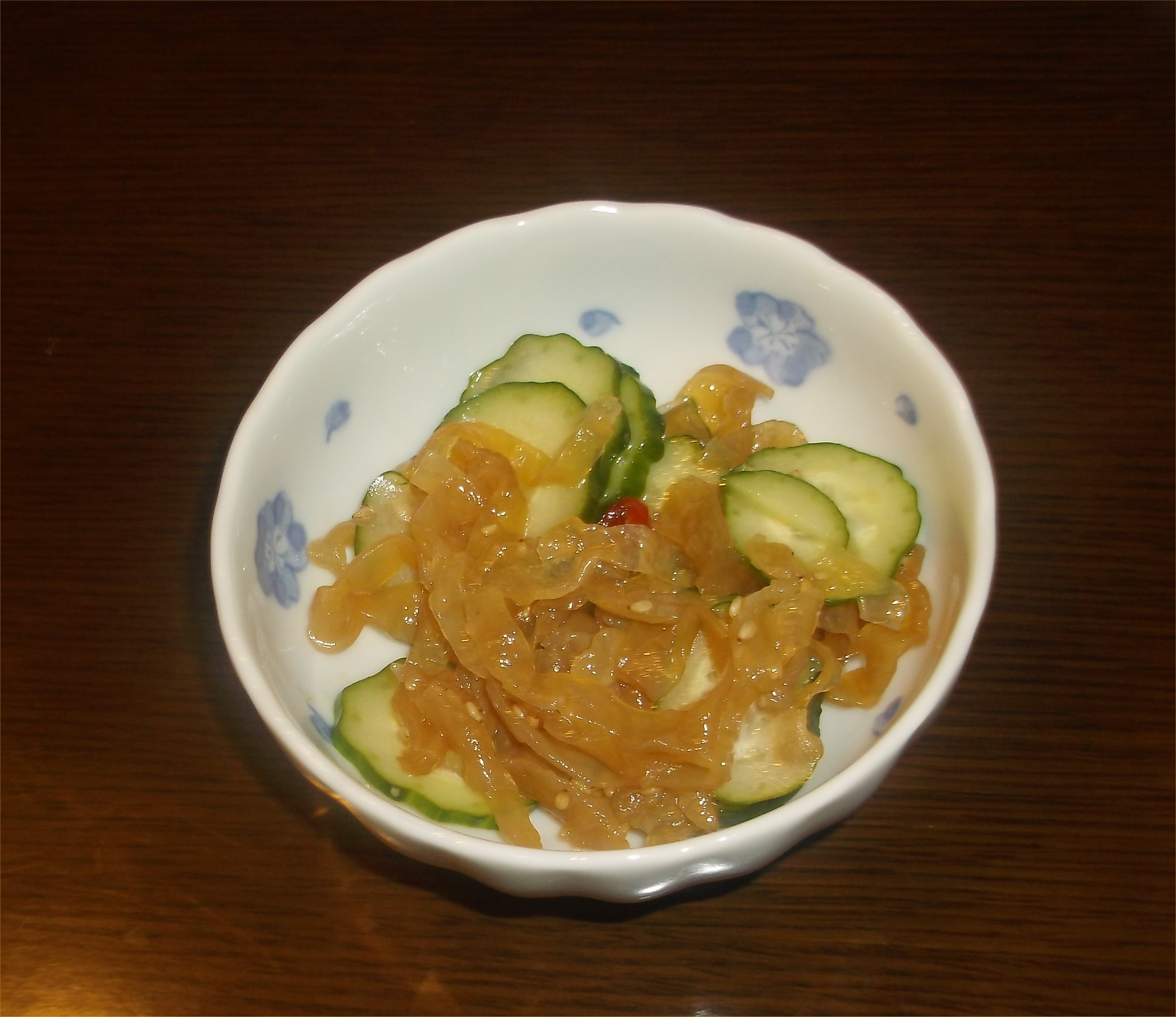
Uma salada simples de água-viva.
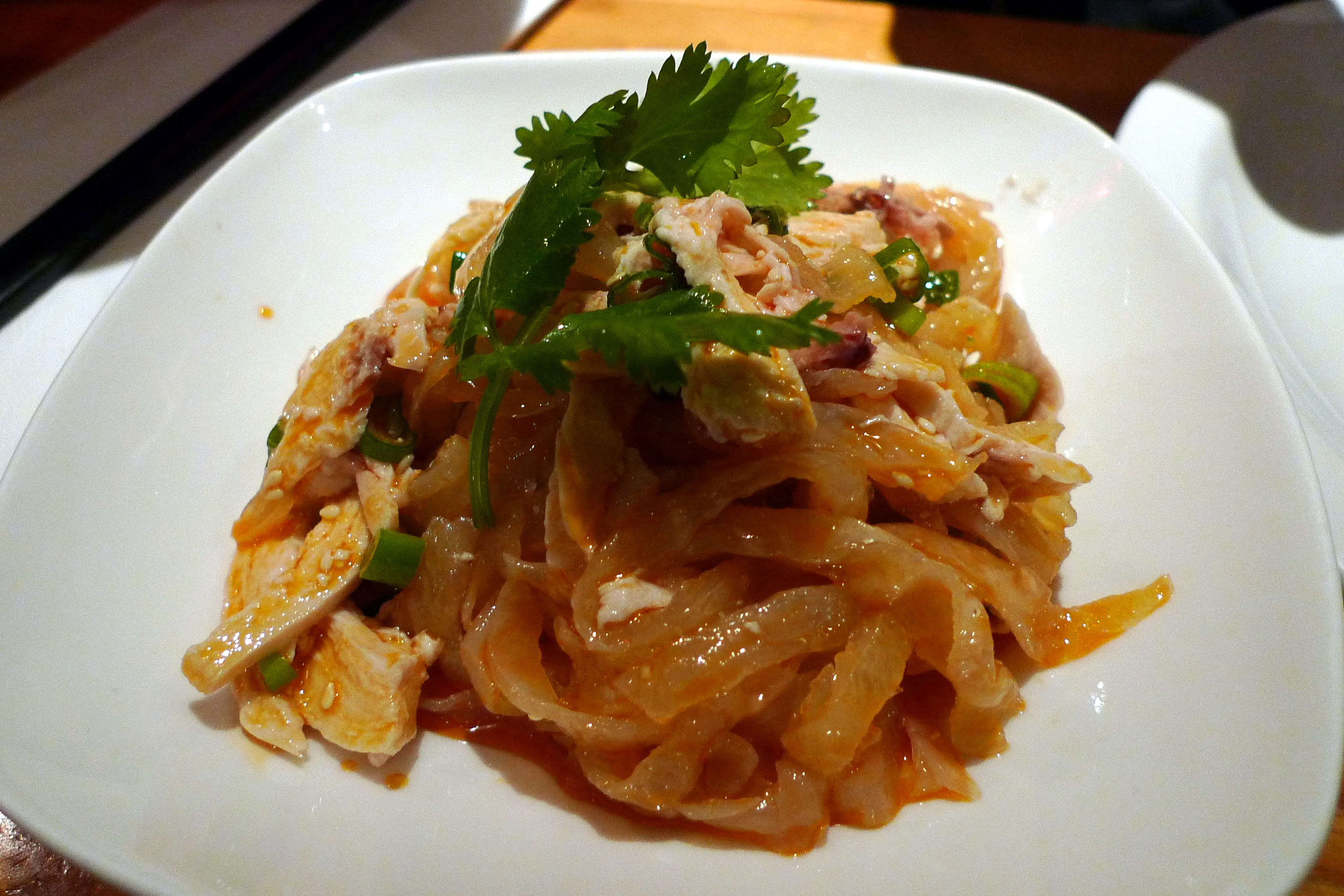
Água-viva com frango desfiado em um restaurante.
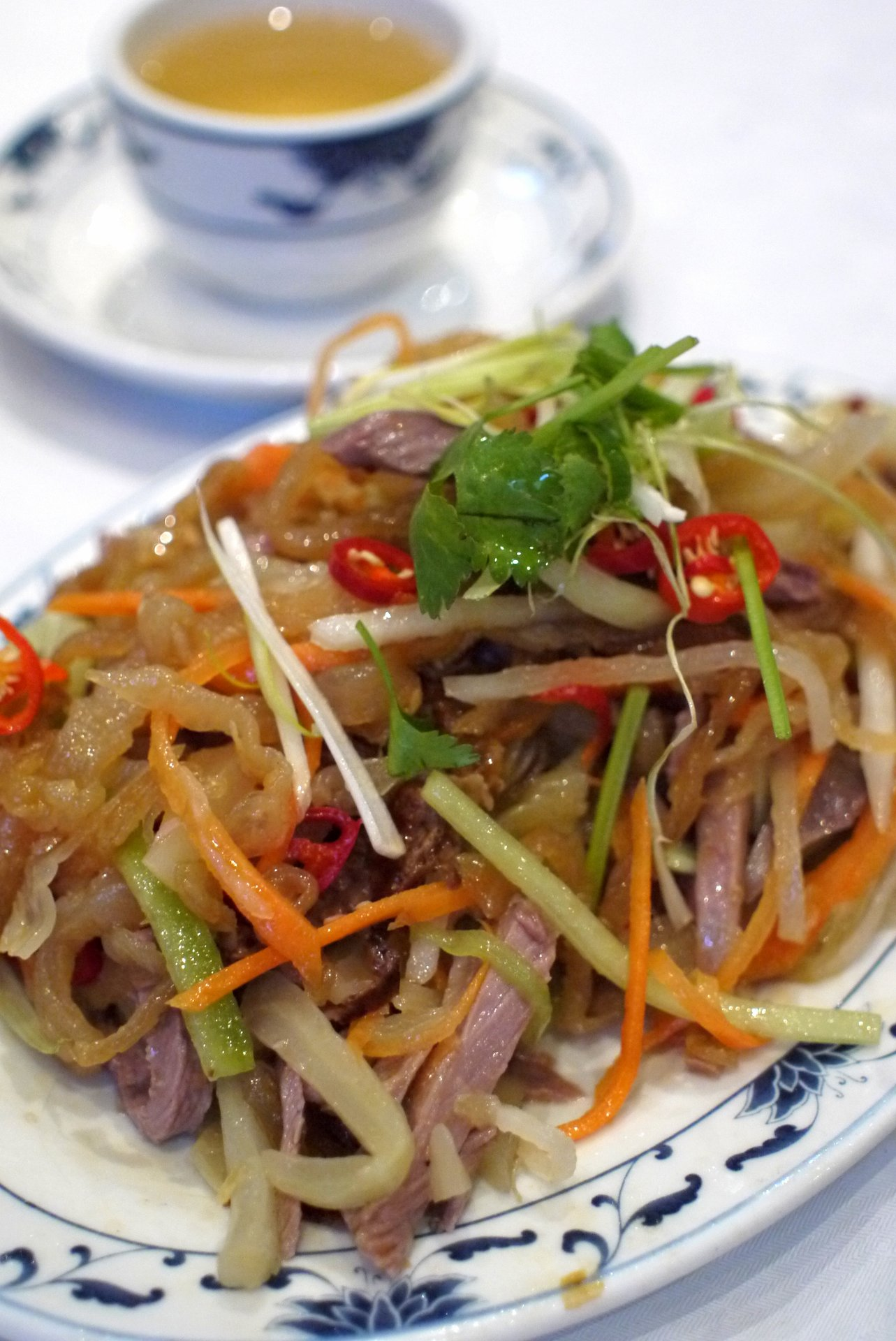
Salada de água-viva e pato assado.
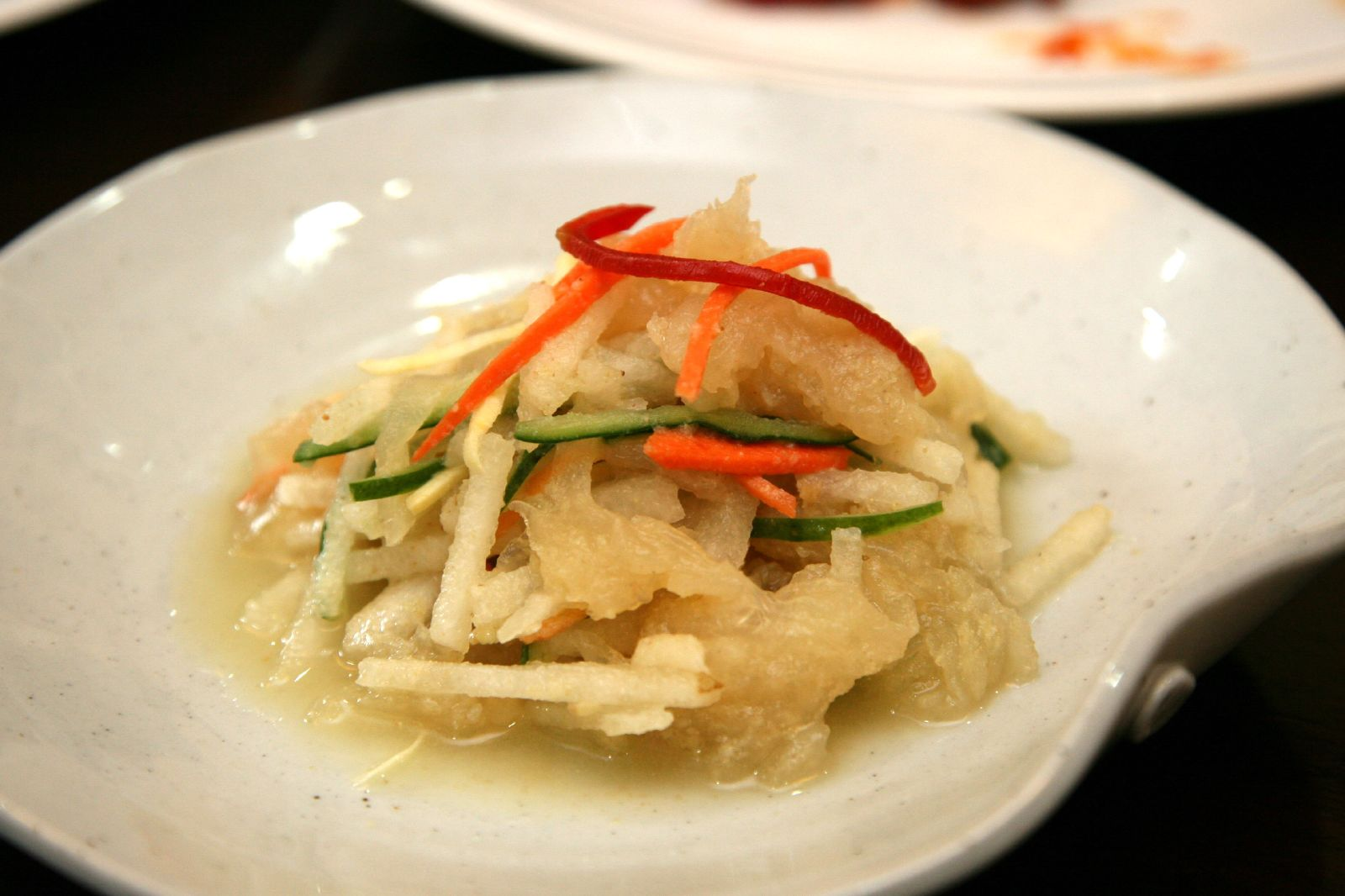
Um prato coreano que incorpora água-viva.
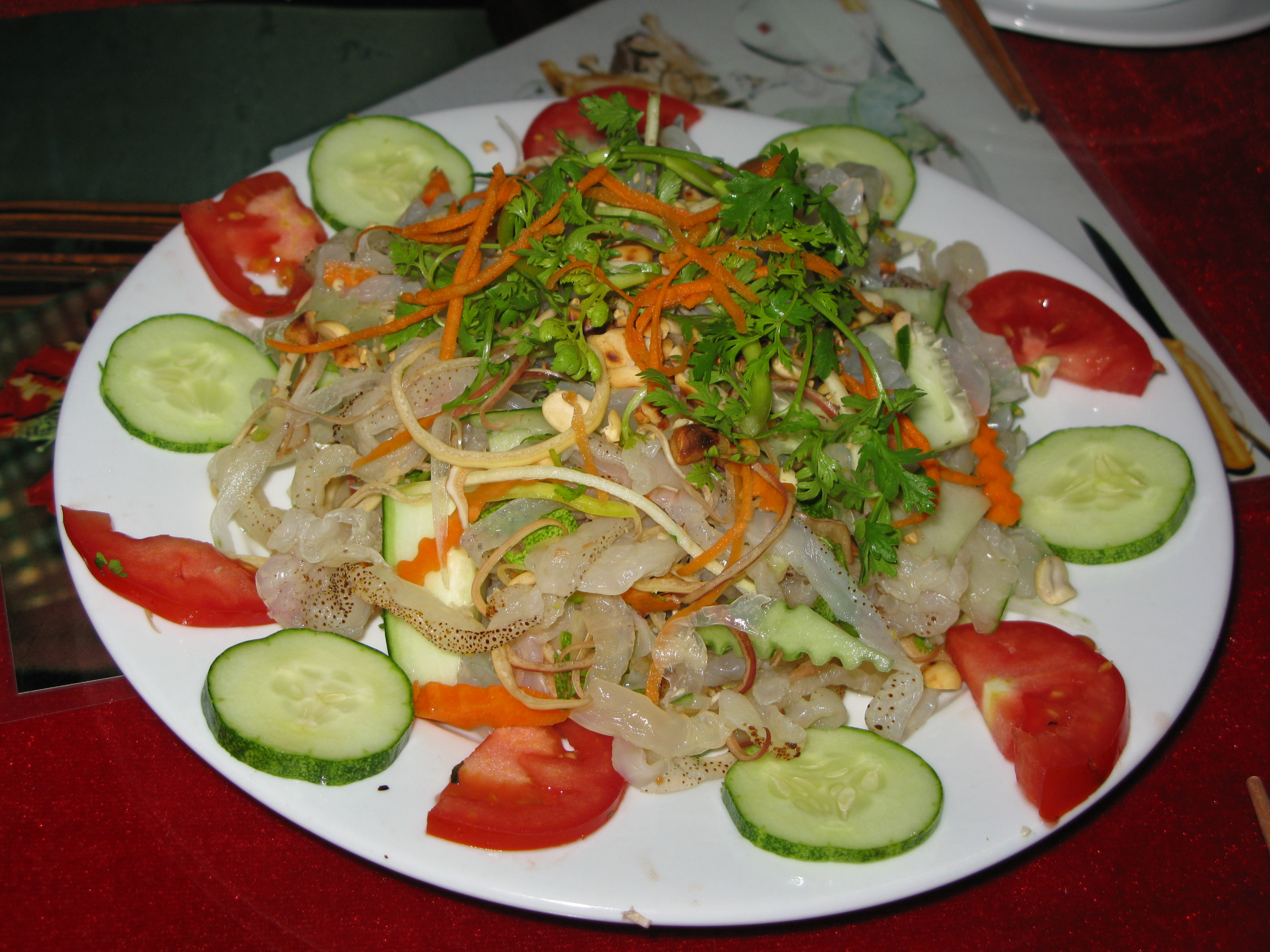
Uma salada de água-viva.
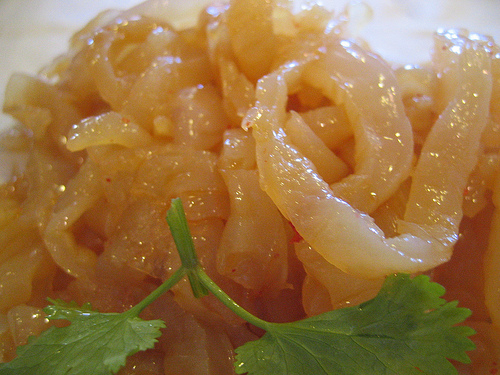
Uma visão de perto de uma água-viva no estilo cantonês.